# Kenya Prisons
Kenya Prisons är en volleybollklubb i Kenya, bildad 2006.
Damlaget har vunnit Women's African Club Championship fem gånger (2008, 2010-2013). De har också blivit kenyanska mästare minst åtta gånger (fem gånger före 2013, 2019, 2020, 2021) och vunnit KFV League Cup åtminstone en gång (2010).
Herrlaget har kommit tvåa i Men's African Club Championship (2011). De har också blivit kenyanska mästare 